# Друге президентство Дональда Трампа
Друге президе́нтство До́нальда Тра́мпа і нинішній термін перебування на посаді президента Сполучених Штатів розпочався 20 січня 2025 року, коли він був інавгурований як 47-й президент. Дональд Трамп, який раніше обіймав посаду 45-го президента з 2017 по 2021 рік, вступив на посаду після перемоги над віце-президентом від Демократичної партії Камалою Гарріс на президентських виборах 2024 року. Він є другим президентом в історії США, який обіймав посаду не поспіль після Гровера Клівленда в 1893 році, і є найстаршою особою, яка обіймала цю посаду. Після його перемог на виборах 2016 і 2024 років він не має права на третій термін відповідно до 22-ї поправки.

## Передісторія та контекст
Докладніше: Перше президентство та президентські вибори 2020 року
Трамп відбув свій перший термін як 45-й президент Сполучених Штатів, перемігши на президентських виборах 2016 року проти кандидата від Демократичної партії Гілларі Клінтон. Його урочиста інавгурація відбулася 20 січня 2017 року. Перебуваючи на посаді, Трамп підписав 220 указів. Він вивів США з багатосторонніх угод щодо торгівлі, клімату та ядерної програми Ірану. У сфері внутрішньої політики він підписав такі важливі закони, як Закон про скорочення податків і робочі місця, Закон про перші кроки, Закон про чудовий вихід на природу в Америці, а також кілька законопроектів про надання допомоги під час пандемії. У зовнішній політиці він проводив односторонню зовнішню політику, засновану на наступальному реалізмі.
Трамп був залучений у багато суперечок, пов'язаних з його політикою, поведінкою та неправдивими або оманливими заявами, включаючи розслідування ймовірної координації кампанії Трампа з російським урядом під час виборів 2016 року. Палата представників оголосила йому імпічмент у грудні 2019 року за зловживання влади та перешкоджання Конгресу після того, як він домагався від України розслідування щодо Джо Байдена (він був виправданий Сенатом у лютому 2020), його політика розділення сімей щодо мігрантів, затриманих на кордоні між США та Мексикою, обмеження кількості іммігрантів, яким дозволено приїжджати з певних країн (багато з яких були переважно мусульманськими), вимога федерального фінансування муру на кордоні Мексики та США, що призвело до найдовшого припинення роботи федерального уряду в історії США, виходу з ядерної угоди з Іраном, виходу з Паризької угоди, спроби скасувати Закон про доступне лікування (ACA) та послаблення виконання численних екологічних норм.
Переобрання Байдена проти Трампа під час виборів 2020 року відбулося на тлі низки криз, включаючи пандемію COVID-19 та її наслідки, а також численні протести та заворушення. Після виборів Трамп неодноразово робив неправдиві заяви про те, що на виборах відбулися масові фальсифікації та що лише він законно виграв вибори. Незважаючи на те, що більшість судових позовів були відхилені чи відхилені багатьма судами, Трамп, тим не менш, вступив у змову зі своєю передвиборчою командою, щоб подати документи в кількох штатах (усі з яких виграв Байден), які неправдиво стверджували, що бути законними виборчими посвідченнями для президента Трампа та віце-президента Майка Пенса. Після подання цих документів передвиборча кампанія Трампа мала намір зробити так, щоб головуючий офіцер Сенату Сполучених Штатів, президент Сенату Пенс або тимчасовий президент Чак Ґраслі, претендував на одностороннє право відхиляти виборців протягом засідання підрахунку голосів 6 січня 2021 року; головуючий офіцер відхилить усіх виборців із кількох штатів, у яких кампанія Трампа подала фальшиві документи, залишивши 232 голоси за Трампа та 222 голоси за Байдена, тим самим скасовуючи результати виборів на користь Трампа. Плани на 6 січня не здійснилися через те, що Пенс відмовився виконувати пропозиції кампанії. Тим не менш, Трамп закликав своїх прихильників 6 січня 2021 року пройти маршем до Капітолію, поки там збиралося спільне засідання Конгресу для підрахунку голосів виборців і офіційного оформлення перемоги Байдена, що призвело до того, що сотні людей увірвалися в будівлю та перервали підрахунок голосів виборців; в результаті 13 січня 2021 року Палата представників оголосила Трампу імпічмент за підбурювання до повстання, що зробило його єдиним федеральним посадовцем в історії Америки, якому було оголошено імпічмент більше одного разу (пізніше Сенат виправдав його вдруге 13 лютого 2021 року, після того, як він уже залишив посаду).

## Після першого президентства та президентські вибори 2024 року
Дональд Трамп офіційно оголосив про свою кандидатуру від Республіканської партії на президентських виборах 2024 року 15 листопада 2022 року у своїй резиденції Мар-а-Лаго під час приблизно годинної промови. У березні 2024 року Трамп здобув номінацію, отримавши більшість делегатів і став імовірним кандидатом від Республіканської партії після президентських праймеріз партії. Трамп обрав сенатора від Огайо Дж. Д. Венса, свого колишнього критика, своїм напарником, і вони були офіційно висунуті кандидатами від Республіканської партії на національному з'їзді Республіканської партії 2024 року.
Чинний президент Джо Байден спочатку балотувався на переобрання за номінацію від Демократичної партії, ставши ймовірним кандидатом від партії в березні 2024 року після комфортної перемоги на праймеріз без суперників. Однак після широко розкритикованих дебатів і через зростання занепокоєння щодо його віку та здоров'я Байден офіційно знявся з перегонів у липні 2024 року. Байден підтримав Камалу Гарріс, свого напарника на виборах у 2020 році та віце-президента Сполучених Штатів, як свою наступницю, яка оголосила про свою кампанію 21 липня. Наступного дня Гарріс отримала достатньо делегатів, щоб стати новим імовірним кандидатом від партії; на національному з'їзді Демократичної партії в серпні 2024 року вона офіційно прийняла висунення від партії, а її напарником став губернатор Міннесоти Тім Уолз.
Вранці 6 листопада 2024 року, наступного дня після виборів, Трамп, за прогнозами, переміг у Вісконсині (порівняння з попередніми президентськими виборами), таким чином отримавши достатньо голосів виборців, щоб забезпечити собі президентство, ставши обраним президентом Сполучених Штатів. Трамп переміг на президентських виборах, набравши 312 голосів виборців проти 226 у Гарріс. Голоси виборців завірені 6 січня 2025 року. Після вступу на посаду Трамп став другим президентом в історії США, який обіймав посаду не поспіль після Гровера Клівленда в 1893 році, найстарішою людиною, яка обіймала посаду президента, і першим засудженим злочинцем, який обіймав пост президента після його засудження в травні 2024 року. Венс, як третій наймолодший віце-президент в історії США, став першим віце-президентом Міленіуму. Крім того, він став першим віце-президентом, який служив у Корпусі морської піхоти. На паралельних виборах до Конгресу республіканці зберегли незначну більшість у Палаті представників і взяли під свій контроль Сенат.

## Перехідний період, інавгурація та перші 100 днів
Перехідний президентський період розпочався після перемоги Трампа на президентських виборах у США 2024 року, хоча Трамп обрав Лінду Макмехон і Говарда Лутніка, щоб розпочати планування переходу в серпні 2024 року. Згідно з The New York Times, Трамп «забобонний» і вважає за краще уникати обговорення процесу переходу президента до закінчення дня виборів. Очікується, що його перехідна команда покладатиметься на роботу America First Policy Institute, а не на The Heritage Foundation, консервативного мозкового центру, який викликав суперечки під час виборів щодо проекту 2025, набору ініціатив, які мають змінити федеральний уряд. Станом на жовтень він не брав участі у федеральному президентському процесі, і станом на листопад він не підписав обов'язкових зобов'язань етики. Під час перехідного періоду Трамп оголосив кандидатури до свого кабінету та адміністрації.
Інавгурація Трампа відбулася в Капітолії США 20 січня 2025 року, змінивши на посаді президента Джо Байдена. Він склав присягу, до інавгурації мав стосунок головний суддя Джон Робертс. Інавгурація відбулася в приміщенні ротонди Капітолію. За два дні до інавгурації Трамп запустив мемкойн $Trump.
Після вступу на посаду Трамп швидко підписав серію виконавчих указів, названих кампанією «шоку і страху», яка випробувала межі виконавчої влади, що викликало негайні судові виклики. Він видав більше розпоряджень у свій перший день, ніж будь-який інший президент в історії, і урядовий аналіз Bloomberg показав, що станом на 23 січня 30 із 47 розпоряджень відповідали або частково узгоджувалися з ідеями, викладеними в Проекті 2025. Укази Трампа вивели США зі Всесвітньої організації охорони здоров'я та Паризької угоди скасували визнання «ґендерної ідеології», заморозили нові нормативні акти щодо бюрократії, заморозили наймання федеральних працівників, заснували Департамент ефективності уряду, заборонили залучення федерального уряду до кримінальних розслідувань політичних ворогів, запобігають урядовій цензурі свободи слова, скасували вилучення Визнання Куби державою-спонсором терору, скасували санкції щодо ізраїльських поселенців, скасували виконавчий наказ щодо штучного інтелекту, скасували Цільову групу з возз'єднання сімей, видали масове помилування приблизно для 1500 бунтівників. 6 січня , визнали мексиканські наркокартелі іноземними терористичними організаціями, намагалися скасувати громадянство за правом народження та оголосили надзвичайний стан на південному кордоні, що призвело б до розгортання збройних сил. Через кілька днів після інавгурації Трамп підписав ще один виконавчий наказ про ліквідацію федеральних ініціатив і програм, скасувавши ключову поправку 1965 року до Закону про громадянські права, яка забороняє дискримінацію при працевлаштуванні.
Через кілька годин після інавгурації Трампа офіційний портрет колишнього керівника Об'єднаного комітету начальників штабів Марка Міллі було видалено з коридору Пентагону, де виставлені портрети всіх колишніх голів Об'єднаного комітету начальників штабів. Представник США повідомив New York Times, що «Білий дім» наказав видалити портрет.

## Адміністрація

### Президент
Дональд Трамп на президентських виборах 2024 року переміг чинного віце-президента та кандидата від Демократичної партії Камалу Гарріс, отримавши 312 голосів виборців у порівнянні з 226 голосами виборщиків Гарріс. Урочисте засвідчення результатівQ відбулося 6 січня 2025 року. Перебуває на посаді з 20 січня 2025 року, є головою держави Сполучені Штати Америки, виконавчої влади (Федерального уряду США і головнокомандувачем армії та флоту за Конституцією США)..

### Віце-президент
У липні 2024 року Трамп обрав сенатора Огайо Джей Ді Венса своїм напарником на національному з'їзді Республіканської партії. Венса підтримали Дональд Трамп-молодший, Ілон Маск і Такер Карлсон, суперечливі первинні дебати з Джошем Манделом і Майком Гіббонсом, The Wall Street Journal, в консервативних ЗМІ, візити до Східної Палестини, штату Огайо.

## Кабінет
Докладніше: Другий кабінет Дональда Трампа

### Процес формування
11 листопада 2024 року газета The New York Times повідомила, що американський сенатор Марко Рубіо з Флориди, як очікується, стане державним секретарем Трампа ; його було офіційно призначено кандидатом на цю посаду 13 листопада.
12 листопада Трамп оголосив, що військовий ветеран і ведучий Fox News Піт Хегсет буде його кандидатурою на посаду Міністра оборони США.
Трамп обрав Сьюзі Вайлз, співголову своєї президентської кампанії, головою адміністрації Білого дому. Вона стане першою жінкою на посаді голови адміністрації Білого дому та виконавчого офісу Президента США. Через три дні CNN повідомила, що Трамп запропонував представнику Еліз Стефанік посаду посла в ООН Наступного дня The Wall Street Journal повідомила, що представник Майкл Уолтс буде його радником з національної безпеки, колишній представник Лі Зелдін був оголошений кандидатом Трампа на посаду адміністратора Агентства з охорони навколишнього середовища, а колишній представник Тулсі Габбард — Директором національної розвідки 26 листопада Трамп обрав Джеймісона Грір на посаду торгового представника США.

### Члени кабінету
Президент Сполучених Штатів призначив наступних членів кабінету міністрів:
- Марко Рубіо — Державний секретар США
- Піт Хегсет — Міністр оборони США
- Скотт Бессент — Міністр фінансів США
- Пем Бонді — Генеральний прокурор США
- Крісті Ноем — Міністр внутрішньої безпеки США
- Джон Реткліфф — Директор ЦРУ
- Сьюзі Вайлз — Голова адміністрації Білого дому
- Даг Бергам — Міністр внутрішніх справ США
- Шон Даффі — Міністр транспорту США
- Брук Роллінз[en] — Міністр сільського господарства США
- Говард Лутнік — Міністр торгівлі США
- Лорі Чавес-Деремер[en] — Міністр праці США
- Роберт Френсіс Кеннеді-молодший — Міністр охорони здоров'я і соціальних служб США
- Скотт Тернер[en] — Міністр житлового будівництва і міського розвитку США
- Кріс Райтд[en] — Міністр енергетики США
- Даг Коллінз[en] — Міністр у справах ветеранів США
- Лінда Мак-Мен — Міністр освіти США

### Інші позиції
1 грудня Трамп призначив бізнесмена і тестя Тіффані Трамп Массада Булоса старшим радником президента з арабських і близькосхідних питань. 4 грудня він висунув технічного підприємця та комерційного астронавта Джареда Айзека на посаду адміністратора NASA, колишнього комісара та прихильника криптовалюти Пола С. Аткінса на посаду голови Комісії з цінних паперів і бірж. Професор Мерілендського університету Майкл Фолкендер на посаду заступника міністра фінансів ; колишній помічник міністра фінансів у зв'язках з громадськістю Моніка Кроулі на посаду начальника протоколу ; і радник Дж. Д. Венса з питань політики Гейл Слейтер на посаду помічника генерального прокурора Антимонопольного відділу . 5 числа Трамп призначив венчурного капіталіста Девіда О. Сакса у сфері штучного інтелекту та криптовалюти, колишнього сенатора від Джорджії Девіда Перд'ю — послом у Китаї, інспектора зі зброї Калеба Вітелло — головою ICE. Начальник прикордонного патруля Родні Скотт стане його комісаром митної та прикордонної служби. Голова профспілки агентів Брендон Джадд стане його послом у Чилі, а слідчий ICE Тоні Солсбері стане його заступником радника з внутрішньої безпеки 8 грудня Трамп оголосив адвоката Аліну Хаббу радником президента та колишнього посла США в Мексиці, а Крістофера Ландау заступником держсекретаря Сполучених Штатів 12 грудня Трамп призначив Карі Лейка вести «Голос Америки», Джейкоба Хелберга головним радником Держдепартаменту з економіки, а Ендрю Н. Фергюсон служити головою Федеральної торгової комісії.

## Внутрішня політика
Перспективна політика для другого президентства Трампа була запропонована в Agenda 47, колекції його офіційних політичних планів.

### Клімат і середовище
Перехідну команду Трампа з клімату та навколишнього середовища очолюють Девід Бернхардт, колишній нафтовий лобіст, який обіймав посаду міністра внутрішніх справ, і Ендрю Р. Вілер, колишній вугільний лобіст, який очолював Агентство з охорони навколишнього середовища за Трампа. Команда готується вдруге вийти з Паризької угоди, розширити буріння та видобуток корисних копалин на громадських землях і демонтувати офіси, які працюють над припиненням забруднення, тоді як інші чиновники обговорювали перенесення Агентства з охорони навколишнього середовища з Вашингтона, округ Колумбія, Трамп перекроїть кордони національних пам'яток «Ведмежі вуха» та «Великі сходи–Ескаланте», як це він робив під час свого першого президентства, хоче покласти край паузі щодо нових терміналів для експорту природного газу, яка розпочалася за президента Джо Байдена, а також заборонити державам встановлювати власні стандарти забруднення Під час приватної вечері в Мар-а-Лаго в квітні 2024 року Трамп заохочував компанії, що займаються викопним паливом, робити пожертви на його передвиборчу кампанію, заявивши, що в разі обрання він скасує екологічні норми.

### Економіка
Від адміністрації Байдена Трамп успадкував економіку, що відновлюється, з позитивним зростанням, низьким рівнем безробіття та падінням інфляції. New York Times та Інститут економічної політики описали економіку як «у кращому стані, ніж та, яка була залишена будь-якому новообраному президенту з моменту приходу Джорджа Буша на посаду в 2001 році». Незважаючи на це, багато американців усе ще відчували на собі вплив інфляційного сплеску 2021—2023 років, який частково сприяв переобранню Трампа.

## Зовнішня політика

### Російсько-українська війна
У листопаді 2024 року обраний президент США Дональд Трамп заявив, що хоче припинити війну в Україні та 16 грудня 2024 року висловив готовність обговорити її завершення з президентами України й РФ.
Майбутній держсекретар США сенатор Марко Рубіо сказав, що війна має бути припинена якнайшвидше, тому обом країнам «доведеться піти на поступки».
Майбутній радник з нацбезпеки обраного президента США Майк Волц в інтерв'ю CBS 19 січня 2025 року назвав три ключові моменти, які стосуються можливих переговорів України з РФ:
1. Хто має бути за столом переговорів.
2. Як привести цих людей за стіл переговорів.
3. Якими мають бути рамки мирної угоди[89].

20-го січня 47-й президент США Дональд Трамп під час своєї промови на церемонії інавгурації заявив, що хоче, щоб його спадщиною була «спадщина миротворця та об'єднувача», пізніше ввечері щодо російської війни в Україні сказав: «Зеленський хоче укласти домовленість» і «Гадаю, Путін руйнує Росію, не укладаючи угоду». Новий головний дипломат США Марко Рубіо назвав Росію «агресором» і заявив, що нова адміністрація «хоче, щоб війна скінчилася», перед складанням присяги назвав «Офіційною політикою Сполучених Штатів буде те, що війна повинна закінчитися, і ми зробимо все можливе, щоб цього досягти». Дональд Трамп закликав негайно припинити війну та у випадку, якщо про угоду не домовляться найближчим часом, йому доведеться запровадити нові мита й санкції щодо російського експорту. Президент США Дональд Трамп під час виступу на саміті в Давосі, заявив, що війна в Україні «завершиться миттєво», коли впадуть ціни на нафту.

### НАТО
Трамп неодноразово заявляв, що він, як президент, не візьме зобов'язань захищати країни-члени НАТО, які не витрачають на оборону принаймні 2 % свого ВВП. Крім того, новообраний віце-президент Джей Д. Венс заявив, що, на його думку, НАТО має бути «справжнім альянсом».